# Campeonato Italiano de Futebol - Série A (1969–70)
A Primeira Divisão do Campeonato Italiano de Futebol da temporada 1969-1970, denominada oficialmente de Serie A 1969-1970, foi a 68º edição da principal divisão do futebol italiano e a 38º edição da Serie A. O campeão foi o Cagliari que conquistou seu 1º título na história do Campeonato Italiano. O artilheiro foi Gigi Riva, do Cagliari , com 21 gols.

## Premiação
| Serie A 1969-1970            |
| Sardenha                     |
| ---------------------------- |
| CAGLIARI Campeão (1º título) |